# یواس‌اس ویلت (ای‌ام-۵۴)
یواس‌اس ویلت (ای‌ام-۵۴) (به انگلیسی: USS Willet (AM-54)) یک کشتی بود که طول آن ۱۸۷ فوت ۱۰ اینچ (۵۷٫۲۵ متر) بود. این کشتی در سال ۱۹۱۹ ساخته شد.